# 图像照明
图像照明技术（英語：Image-based lighting，简称 IBL）是一种计算机虚拟场景渲染技术，通过把一个图像使用纹理映射技术放置到一个虚拟的简单几何表面上，虚拟表面包裹被照明的主要三维场景（包括角色、环境和道具等），使用全局光照技术，把该虚拟表面作为照亮三维场景的光源，从而使渲染出来的画面更为真实，就像它真的处于图像所描述的环境一样。许多特效非常出色的电影中都使用了图像照明技术，因为能够模拟出非常逼真的照明效果，使计算机生成图像能够无缝的结合到实拍的画面中，该技术正越来越多的被加入到特效制作流程中。
图像照明通常使用高动态范围图像，以模拟自然界中真实的环境亮暗程度。许多渲染软件都在一定程度上支持图像照明技术。随着计算机速度的提高，实时计算的图像照明技术也开始使用在视频游戏和电子游戏机中。